# Cyphonisia maculata
Cyphonisia maculata là một loài nhện trong họ Barychelidae. Loài này phân bố ờ Congo-Kinshasa.